# Ellipteroides (Protogonomyia) chaoi
Ellipteroides (Protogonomyia) chaoi is een tweevleugelige uit de familie steltmuggen (Limoniidae). De soort komt voor in het Oriëntaals gebied.